# Belgische federale verkiezingen 2007/Kandidatenlijsten/Groen
Dit zijn de kandidatenlijst van Groen! voor de Belgische federale verkiezingen van 2007. De verkozenen staan vetgedrukt.

## Antwerpen

### Effectieven
1. Meyrem Almaci
2. Dirk Geldof
3. Ethel Brits
4. Marina De Bie
5. Bart Cabanier
6. Nicole Van Praet
7. Joos De Meyer
8. Karin Van Hoffelen
9. Tom Verboven
10. Ikrame Kastit
11. Jan Fret
12. Gert Bettens
13. Erika Joris
14. Filip Van den Broeck
15. Gerda Roeykens
16. Koen Kerremans
17. Tom Van Bel
18. Rita Boden
19. Jeroen Van Laer
20. Bob Peeters
21. Jef Verrydt
22. Fatima Bali
23. Ingrid Pira
24. Mieke Vogels

### Opvolgers
1. Ethel Brits
2. Dirk Geldof
3. Sara Geets
4. Sven Geysemans
5. Charlotte Schoofs
6. Ferdi Heylen
7. Helena Schoeters
8. Hans Van den Eynden
9. Marcia Poelman
10. Fons Lommelen
11. Katrien Vanhove
12. Lieve Stallaert
13. Erwin Pairon

## Brussel-Halle-Vilvoorde

### Effectieven
1. Tinne Van der Straeten
2. Hermes Sanctorum
3. Marie-Jeanne Thaelemans
4. Johan Declerck
5. Luc Denys
6. Judith Vanistendael
7. Magda Van Stevens
8. Paul Smets
9. Annemie Maes
10. José Garcia N'dongala
11. Leentje Van Aken
12. Luc Debraekeleer
13. Katia Van Den Broucke
14. Karel De Ridder
15. Sylvie Gahy
16. Erwin Malfroy
17. Monique Brys
18. Patrick Gillis
19. Véronique Rosiers
20. Joos Vereertbrugghen
21. Jan Steyaert
22. Adelheid Byttebier

### Opvolgers
1. Hermes Sanctorum
2. Annemie Vermeylen
3. Erik Torbeyns
4. Ilse Rymenants
5. Hilde Van Everbroeck
6. Bart Hanssens
7. Jenny Sleeuwaegen
8. Alena Van den Bussche
9. Jean-Marie Van Strydonck
10. Ria Kaatee
11. Bart Bogaerts
12. Eloi Glorieux

## Leuven

### Effectieven
1. Peter Lombaert
2. Betty Kiesekoms
3. Mark Van Roy
4. Heidi Vanheusden
5. Malek Zahi
6. Linda De Cat
7. Magda Aelvoet

### Opvolgers
1. Tie Roefs
2. Ugo Magnus
3. Simonne Vandewaerde
4. Bert Petitjean
5. Nico Boucherie
6. Bernadette Stassens

## Limburg

### Effectieven
1. Johan Danen
2. Mieke Biets
3. Tony Ventura
4. Karima Talhaoui
5. Sara Gilissen
6. Kathleen Mertens
7. Hugo Leroux
8. Kristien Kempeneers
9. Inan Asliyüce
10. Mie Lodewyckx
11. Sylvain Leysens
12. Toon Hermans

### Opvolgers
1. Sandra Bamps
2. Chris Habraken
3. Julie Nemeth
4. Dieter Roosen
5. Karen Poel
6. Dirk Opsteyn
7. Ivo Thys

## Oost-Vlaanderen

### Effectieven
1. Stefaan Van Hecke
2. Els Keytsman
3. Meryem Kaçar
4. Piet Van Heddeghem
5. Björn Rzoska
6. Elisabeth Meuleman
7. Kathleen Pisman
8. Wouter Vande Winkel
9. Elke Decruynaere
10. Bram Vandekerckhove
11. Ingrid De Vos
12. Servaas Van Eynde
13. Monique Perreman
14. Wout De Meester
15. Marijke Pinoy
16. André Posman
17. Chris Bens
18. Filip De Bodt
19. Céline Broeckaert
20. Jef Tavernier

### Opvolgers
1. Els Keytsman
2. Tom Ruts
3. Meryem Kaçar
4. Dieter Everaert
5. Mieke Roelens
6. Gino Bertin
7. Wouter Stockman
8. Jamila Lafkioui
9. Jan Fiers
10. Nancy Elonga
11. Dirk Holemans

## West-Vlaanderen

### Effectieven
1. Wouter De Vriendt
2. Gerda Schotte
3. Marleen Dierickx
4. Filiep Bouckenooghe
5. Maarten Tavernier
6. Martine De Meester
7. Kathleen Bevernage
8. Philippe Avijn
9. Marijke De Vos
10. Liebrecht Lierman
11. Sonia Hoedt
12. Stefaan De Clercq
13. Ilse Bleuzé
14. Geert Vercruyce
15. Rika Savat
16. Bart Staes

### Opvolgers
1. Henk Vandaele
2. Stéphanie De Maesschalck
3. Sammy Roelant
4. Heidi Vanderhelst-Kesteloot
5. Bruno Lapauw
6. David Van Moerkercke
7. Vicky Coudenys
8. Collins Nweke
9. Anne-Mie Descheemaeker

## Senaat

### Effectieven
1. Vera Dua
2. Peter Tom Jones
3. Freya Piryns
4. Hugo Van Dienderen
5. Luckas Vander Taelen
6. Joke Van de Putte
7. Annick Willemans
8. Mevlüt Gel
9. Paul Pataer
10. Anne Provoost
11. Peter Verhelst
12. Tom Kestens
13. Dirk Vansintjan
14. Dimitri Vanderhaeghen
15. Tilly Stuckens
16. Nancy Acx
17. Ingrid Pauwels
18. Tine Heyse
19. Guido Maertens
20. Nele Scholiers
21. Fatiha Dahmani
22. Isabel Vertriest
23. Eddy Boutmans
24. Rudi Daems
25. Willy Minnebo

### Opvolgers
1. Freya Piryns
2. Peter Tom Jones
3. Diederik Vandendriessche
4. Hannelien Dens
5. Violette Vansteelandt
6. Piet Hardeman
7. Eva Lauwers
8. Paul Driesen
9. Camilla Decleer
10. Nicole Stas
11. Saskia Latréche
12. Kurt Lecompte
13. Ludo Dierickx
14. Jos Stassen